# Tonalitat progressiva
La tonalitat progressiva és la pràctica de la composició musical per la qual una peça musical no acaba en la tonalitat en què ha començat, sinó que "avança" fins a un final en una tonalitat diferent. En aquest sentit, "tonalitat diferent" significa una tònica diferent, en lloc d'un simple canvi a un mode diferent (vegeu: Tercera picarda i Llista de composicions majors/menors): la Segona Simfonia de Gustav Mahler (1888–94), per exemple, que passa d'un començament en do menor a una conclusió en mi bemoll major, mostra una "tonalitat progressiva", mentre que la Cinquena simfonia de Ludwig van Beethoven (1804–08), que comença en do menor i acaba en do major, no. Una obra que acaba en la tonalitat en què ha començat es pot descriure com una "tonalitat concèntrica". Els termes "progressista" i "concèntric" van ser introduïts a la musicologia per Dika Newlin al seu llibre Bruckner, Mahler, Schoenberg (1947).

## Instrumental i orquestral
En la música instrumental i orquestral, la tonalitat progressiva es desenvolupà a finals del segle XIX, però les seves llavors ja són evidents a principis de segle. Un dels resultats de la creació de Franz Schubert de la fantasia en quatre moviments (en obres com la Fantasia errant i la Fantasia en fa menor) va ser que els moviments individuals ja no acabaven en la tonalitat en què havien començat, sinó en la tonalitat del moviment immediatament posterior.
Fanny Hensel, Robert Schumann i Frédéric Chopin van emprar, en un moment o altre, la tècnica d'evitar una cadència completa sobre la tònica en l'últim compàs d'una peça per crear una sensació de tancament ambigu (exemples d'això són el lied de Hensel Verlust, publicat per Felix Mendelssohn com a op. 9, núm. 10; el lied de Schumann Im wunderschönen Monat Mai de Dichterliebe, op. 48, núm. 1; Masurca de Chopin en la menor, op. 17, núm. 4). Chopin també va explorar la tonalitat progressiva en la seva música instrumental (vegeu la seva segona balada, que comença en fa major i acabant en la menor) i els esforços d'ell i d'altres compositors progressistes com Hector Berlioz i Franz Liszt (la Simfonia de Dante de 1855 comença en re menor i acaba en si major), va tenir un efecte profund en compositors posteriors, com Richard Wagner, els desenvolupaments harmònics del qual a Tristan und Isolde i Der Ring des Nibelungen eren completament diferents de l'ús del llenguatge tonal per compositors anteriors. Charles-Valentin Alkan també va aportar diverses peces, com la Grande sonate 'Les quatre âges' (que comença en re major i acaba en sol sostingut menor), la Simfonia per a piano sol (que comença en do menor i acaba en mi bemoll menor), i el Concert per a piano sol (que comença en sol sostingut menor i acaba en fa sostingut major).
La tonalitat progressiva de finals del segle xix reflecteix l'orientació cada cop més programàtica i narrativa de la música del romanticisme tardà. Així apareix en cinc de les simfonies de Mahler (núms. 2, 4, 5, 7 i 9) però mai en les simfonies dels seus predecessors Brahms o Bruckner. Com mostra la Setena Simfonia de Mahler, la "tonalitat progressiva" pot ocórrer dins d'un moviment individual (el primer moviment de l'obra "avança" d'un si menor implícit a un mi major explícit), així com a través d'un disseny sencer de moviments múltiples (la simfonia acaba amb un final en do major).

## Vocals
Mentre que JS Bach, a les seves suites instrumentals i orquestrals, sovint situava tots els moviments en la mateixa tonalitat (vegeu, per exemple, les Suites per a violoncel sol, BWV 1007-1012 o la partita de flauta solista en la menor, igualment homòtona BWV 1013), en una obra com la seva Passió per Sant Mateu es va sentir capaç de "progressar" d'un començament en mi menor a un final en do menor, i la seva Missa en si menor en realitat acaba en re major. Després de l'establiment de l'òpera, els compositors tampoc es van sentir obligats a acabar els actes i les escenes operístiques individuals en la clau inicial. També es poden trobar "nombres" operístics únics que (per a algun propòsit dramàtic i expressiu) no tornen a les seves tòniques originals, mentre que als quartets, simfonies i sonates de l'època aquesta pràctica era molt poc freqüent.
Com en les simfonies, Mahler va portar la idea de la "tonalitat progressiva" en el cicle de cançons: cadascun dels quatre Lieder eines fahrenden Gesellen acaba en una tonalitat diferent de la seva tònica original. Les quatre cançons progressen de la següent manera: (1) re menor a sol menor; (2) re major a fa sostingut major; (3) re menor a mi bemoll menor; (4) mi menor a fa menor.

## Schenker
Per als analistes musicals d'orientació schenkeriana, la tonalitat progressiva presenta un repte. El concepte de «fons» Ursatz (estructura fonamental) de Heinrich Schenker, arrelat com està en una apreciació elaborada metafísicament de la ressonància acústica d'un sol to, s'inclina cap a un enfocament severament monotonal de l'estructura musical: sigui en l'obertura o en el tancament. La clau d'una estructura tonal progressiva sovint no es considerarà una veritable tònica.
Graham George, en canvi, va desenvolupar una teoria sobre les "estructures tonals entrellaçades", en la qual podrien coexistir dos "eixos" tonals, amb el segon sorgint després que s'hagi establert el primer, i persistint després de ser abandonat. Les generacions posteriors a Schenker, seguint a Harald Krebs, han començat a identificar uns "conglomerats de fons" en obres que canvien permanentment de tòniques: en aquest enfocament, es considera que dues estructures fonamentals (Ursätze) estan presents en el fons d'aquestes obres, una d'elles és l'anomenada estructura fonamental elidida (Ursatz).

## Keller i altres
En la musicologia britànica posterior a la Segona Guerra Mundial, la "tonalitat progressiva" es va contrastar de vegades amb la "tonalitat regressiva" (per exemple, en els escrits analítics i crítics de Hans Keller). La distinció no era una "avançada" cronològica o estilística, sinó més aviat un mitjà per distingir entre els moviments tonals que es podien comptar com "amunt" o "avall" al voltant d'un cercle de quintes interpretat com a intersecció amb la tònica original. Amb aquesta mesura, Quarta Simfonia de Mahler mostraria una "tonalitat progressiva" (comença en sol i acaba en mi, tres cinquenes "més alta"), mentre que la Cinquena Simfonia del mateix compositor mostraria una "tonalitat regressiva" (comença en re ♯ i acaba en re, cinc cinquenes "inferior").
El mateix període va mostrar un augment de l'interès per la "tonalitat progressiva" com es mostra en la música de Carl Nielsen, en la qual juga un paper especialment significatiu. A la Quarta simfonia de Nielsen, per exemple, el focus tonal inicial de re menor canvia al final de l'obra a mi major. A la Cinquena Simfonia de dos moviments, encara és més radical en aquest sentit, el primer moviment comença en fa i puja en quintes fins a una conclusió en sol, mentre que el segon comença en si, amb una empenta oposada en fa, i tot tendint cap a la major funciona en canvi, per una oposició tritonal similar, a un tancament triomfal en mi bemoll. El funcionament tonal d'aquestes simfonies va ser analitzat amb especial claredat pel compositor i escriptor britànic Robert Simpson en el seu llibre Carl Nielsen, Symphonist (primera edició 1952).
Un exemple anterior significatiu de l'ús de la "tonalitat progressiva" per part d'un compositor britànic és la Primera Simfonia (The Gothic) de Havergal Brian. Aquest enorme treball de sis moviments i dues parts comença amb un moviment de sonata en re menor la segona àrea del qual és inicialment en re bemoll, esdevenint en do sostingut; això es mou a mi a la part coincident de la recapitulació. Això és un presagi de la importància posterior del mi. La part I de la simfonia es tanca en re major (final del moviment 3), i la part II comença allà, però durant el moviment 4 la tonalitat canvia a mi major, que durant la resta de la part II s'oposa al seu relatiu do sostingut menor fins que l'inequívoc mi major dels compassos finals a cappella.
Un comentari notable sobre aquest tema el va fer el compositor nord-americà del segle xx Charles Ives. Mirant enrere a l'establiment musical conservador que sovint insistia que una peça musical havia de tornar a la seva tonalitat original, Ives va fer una analogia i va afirmar que això tenia tant sentit com néixer i morir al mateix lloc.
"Simbolisme tonalitat dramàtica" és un altre terme utilitzat per indicar la tonalitat direccional.

## Exemples de composicions amb tonalitat progressiva
- Bach⁣: Passió per Sant Mateu (mi menor - do menor)
- Amy Beach⁣: Variacions sobre temes balcànics (revisió de 1936)[5]
- Brahms⁣: Schicksalslied (1871)[6]
- Händel : Messies (mi menor-re)
- Liszt⁣: Rapsòdia hongaresa núm. 1 (do ♯ menor - mi), núm. 6 (re ♭ - si ♭ )
- Mahler⁣: 2a (1895, do menor - mi ♭ ), 4a (1900, sol - mi), 5a (1902, do menor ♯ - re), 7a (1905, mi menor - do) i 9a (1909, do - do ♭ ) Simfonies
- Carl Nielsen⁣: Simfonia núm. 1, op.7 (sol menor - do) (1892)[7]
- Schumann⁣: Quartet de corda en la menor, op.41 núm.1, i (la menor - fa) (1842)[8]
- Ravel⁣: Sonata per a violí i violoncel (la menor - do) (1922)[9]